# Озёрновский сельсовет (Астраханская область)
Озёрновский сельсове́т — упразднённое административно-территориальное образование и сельское поселение в Икрянинском районе Астраханской области Российской Федерации.
Административный центр — село Озёрное.

## История
6 августа 2004 года в соответствии с Законом Астраханской области № 43/2004-ОЗ сельсовет наделен статусом сельского поселения.
Законом Астраханской области от 26 мая 2016 года № 23/2016-ОЗ, были преобразованы, путём их объединения, административно-территориальные единицы и муниципальные образования «Восточный сельсовет», «Икрянинский сельсовет» и «Озерновский сельсовет» в административно-территориальную единицу и муниципальное образование «Икрянинский сельсовет» с административным центром в селе Икряное.

## Население
| 2006 | 2010  | 2012  | 2013  | 2014  | 2015  | 2016  |
| ---- | ----- | ----- | ----- | ----- | ----- | ----- |
| 1166 | ↘1141 | ↗1201 | ↘1168 | ↗1184 | ↗1201 | ↗1202 |

## Состав сельского поселения
В состав сельского поселения входят 4 населённых пункта:
| № | Населённый пункт | Тип населённого пункта       | Население |
| - | ---------------- | ---------------------------- | --------- |
| 1 | Гусиное          | село                         | ↗46       |
| 2 | Карабулак        | посёлок                      | ↘275      |
| 3 | Озёрное          | село, административный центр | ↗653      |
| 4 | Сергино          | село                         | ↘167      |